# بوکووا و پریبرامی
بوکووا و پریبرامی (به چکی: Buková u Příbramě) یک منطقهٔ مسکونی در جمهوری چک است که در ناحیه پریبرام واقع شده‌است.